# Piper laevigatum
Piper laevigatum là một loài thực vật thuộc họ Piperaceae. Loài này có ở Colombia, Panama, và Peru.